# Scott Steward
Paul Scott Steward (* 13. Juni 1965) ist ein ehemaliger australischer Radrennfahrer.

## Sportliche Laufbahn
Steward (auch Paul-Scott Steward) war Straßenradsportler und auch im Bahnradsport aktiv. Er war Teilnehmer der Olympischen Sommerspiele 1988 in Seoul. Im olympischen Straßenrennen schied er aus. Der australische Vierer mit Stephen Fairless, Bruce Keech, Clayton Stevenson und Scott Steward belegte im Mannschaftszeitfahren den 9. Rang.
1986 war er im Etappenrennen Canberra Milk Race erfolgreich. Steward gewann eine Reihe von Eintagesrennen und Kriterien in Australien. 1987 wurde er Vize-Meister im Straßenrennen hinter Andrew Robinson. Im Rennen Melbourne to Warrnambool Cycling Classic 1989 kam er hinter Peter Besanko auf den 2. Platz.
Von 1989 bis 1994 startete er als Berufsfahrer. Bei den Straßenradsport-Weltmeisterschaften 1989 schied er im Rennen der Profis aus.